# Shilin Xu
Shilin Xu (en chino tradicional, 鄭賽賽; en chino simplificado, 徐诗霖; pinyin, Shilin Xu) (nacida el 10 de enero de 1998) es una jugadora de tenis china. 
Hasta la fecha, Xu ha ganado 5 títulos en individuales y 5 títulos en dobles en el tour de la ITF. El  25 de julio de 2016, Xu alcanzó su mayor ranking en individuales, siendo la 202°. El 22 de agosto de 2016, alcanzó el pueso 127° en el ranking de dobles.

## Títulos WTA (0; 0+0)

### Dobles (0)
| Leyenda                    |
| Grand Slam (0)             |
| Juegos Olímpicos (0)       |
| WTA Tour Championships (0) |
| Premier Mandatory (0)      |
| Premier 5 (0)              |
| Premier (0)                |
| International (0)          |

#### Finalista (1)
| N.º | Fecha                    | Torneo    | Superficie | Pareja     | Oponentes en la final      | Resultado |
| --- | ------------------------ | --------- | ---------- | ---------- | -------------------------- | --------- |
| 1.  | 26 de septiembre de 2015 | Guangzhou | Dura       | Xiaodi You | Martina Hingis Sania Mirza | 3-6, 1-6  |

## ITF

### Individual (5)
| Legend               |
| -------------------- |
| $100,000 tournaments |
| $80,000 tournaments  |
| $60,000 tournaments  |
| $25,000 tournaments  |
| $15,000 tournaments  |
| $10,000 tournaments  |

| N.º | Fecha                   | Torneo              | Superficie    | Oponente en la final | Marcador      |
| --- | ----------------------- | ------------------- | ------------- | -------------------- | ------------- |
| 1.  | 9 de diciembre de 2013  | Hong Kong           | Dura          | Zhao Di              | 6-0, 6-3      |
| 2.  | 16 de diciembre de 2013 | Hong Kong           | Dura          | Tang Haochen         | 6-1, 6-4      |
| 3.  | 12 de junio de 2016     | Padova, Italia      | Arcilla       | İpek Soylu           | 5-7, 6-3, 6-4 |
| 4.  | 7 de octubre de 2018    | Brisbane, Australia | Dura          | Ellen Perez          | 6-3, 6-4      |
| 5.  | 11 de noviembre de 2018 | Colina, Chile       | Tierra batida | Paula Ormaechea      | 7-5, 6-3      |

### Dobles (5)
| Legend               |
| -------------------- |
| $100,000 tournaments |
| $80,000 tournaments  |
| $60,000 tournaments  |
| $25,000 tournaments  |
| $15,000 tournaments  |
| $10,000 tournaments  |

| N.º | Fecha                    | Torneo            | Superficie | Pareja                | Oponentes en la final                | Marcador            |
| --- | ------------------------ | ----------------- | ---------- | --------------------- | ------------------------------------ | ------------------- |
| 1.  | 9 de septiembre de 2013  | Sanya             | Dura       | Sun Ziyue             | Yang Zhaoxuan Zhao Yijing            | 6-7(5), 6-3, [10-3] |
| 2.  | 28 de septiembre de 2015 | Zhuhai, China     | Dura       | You Xiaodi            | Irina Khromacheva Emily Webley-Smith | 3–6, 6–2, [10–4]    |
| 3.  | 27 de junio de 2016      | Roma, Italia      | Arcilla    | İpek Soylu            | Réka Luca Jani Sofia Shapatava       | 7–5, 6–1            |
| 4.  | 2 de marzo de 2018       | Xiamen, China     | Dura       | Sarah-Rebecca Sekulic | Sun Xuliu Sun Ziyue                  | 6–1, 7–5            |
| 5.  | 28 de septiembre de 2018 | Cairns, Australia | Dura       | Naikhta Bains         | Erin Routlifee Astra Sharma          | 6–1, 7–5            |